# Peste Valea Bistrii
Peste Valea Bistrii falu Romániában, Erdélyben, Fehér megyében.

## Fekvése
Csertés mellett fekvő település.

## Története
Peste Valea Bistrii korábban Csertés része volt, 1956 körül vált külön 121 lakossal.
1966-ban 117, 1977-ben 91, 1992-ben 61, a 2002-es népszámláláskor 41 román lakosa volt.